# Dreamworks Records
DreamWorks Records var ett amerikanskt skivbolag som grundades 1996, som ett dotterbolag till DreamWorks, och upplöstes 2005.